# Chalcopsitta
Chalcopsitta és un gènere d'ocells de la família dels psitàcids (Psittacidae).

## Taxonomia
Segons la Classificació del Congrés Ornitològic Internacional (versió 14.2, 2024) aquest gènere està format per 3 espècies:
- lori negre (Chalcopsitta atra)[4]
- lori bru (Chalcopsitta duivenbodei)[5]
- lori d'espurnes (Chalcopsitta scintillata)[6]